# Victor Neves Rangel
Victor Neves Rangel (Brasil, 8 de septiembre de 1990) es un futbolista brasileño, juega como delantero y su actual equipo es el Nova Iguaçu FC de la Serie D de Brasil.

## Estadísticas
Actualizado al 17 de agosto de 2024.
| Club                        | Div.          | Temporada     | Liga  | Liga  | Estatal | Estatal | Copas nacionales(1) | Copas nacionales(1) | Copas internacionales(2) | Copas internacionales(2) | Total | Total |
| Club                        | Div.          | Temporada     | Part. | Goles | Part.   | Goles   | Part.               | Goles               | Part.                    | Goles                    | Part. | Goles |
| --------------------------- | ------------- | ------------- | ----- | ----- | ------- | ------- | ------------------- | ------------------- | ------------------------ | ------------------------ | ----- | ----- |
| Madureira · Brasil          | 4ª            | 2013          | 0     | 0     | 3       | 0       | 0                   | 0                   | -                        | -                        | 3     | 0     |
| Madureira · Brasil          | Total club    | Total club    | 0     | 0     | 3       | 0       | 0                   | 0                   | 0                        | 0                        | 3     | 0     |
| Guarani de Palhoça · Brasil | 4ª            | 2015          | 0     | 0     | 15      | 11      | -                   | -                   | -                        | -                        | 15    | 11    |
| Guarani de Palhoça · Brasil | Total club    | Total club    | 0     | 0     | 15      | 11      | 0                   | 0                   | 0                        | 0                        | 15    | 11    |
| Grêmio · Brasil             | 1ª            | 2015          | 6     | 0     | -       | -       | 1                   | 0                   | -                        | -                        | 7     | 0     |
| Grêmio · Brasil             | Total club    | Total club    | 6     | 0     | 0       | 0       | 1                   | 0                   | 0                        | 0                        | 7     | 0     |
| América Mineiro · Brasil    | 1ª            | 2016          | 15    | 2     | 11      | 3       | 3                   | 0                   | -                        | -                        | 29    | 5     |
| América Mineiro · Brasil    | Total club    | Total club    | 15    | 2     | 11      | 3       | 3                   | 0                   | 0                        | 0                        | 29    | 5     |
| Bahia · Brasil              | 2ª            | 2016          | 18    | 1     | 0       | 0       | 0                   | 0                   | -                        | -                        | 18    | 1     |
| Bahia · Brasil              | Total club    | Total club    | 18    | 1     | 0       | 0       | 0                   | 0                   | 0                        | 0                        | 18    | 0     |
| Caerá · Brasil              | 2ª            | 2016          | 0     | 0     | 9       | 1       | 0                   | 0                   | -                        | -                        | 9     | 1     |
| Caerá · Brasil              | Total club    | Total club    | 0     | 0     | 9       | 1       | 0                   | 0                   | 0                        | 0                        | 9     | 1     |
| Cafetaleros · México        | 2ª            | 2017-18       | 17    | 6     | -       | -       | 2                   | 0                   | -                        | -                        | 19    | 6     |
| Cafetaleros · México        | Total club    | Total club    | 17    | 6     | -       | -       | 2                   | 0                   | -                        | -                        | 19    | 6     |
| Ponte Preta · Brasil        | 2ª            | 2018          | 13    | 0     | 0       | 0       | 0                   | 0                   | -                        | -                        | 13    | 0     |
| Ponte Preta · Brasil        | Total club    | Total club    | 13    | 0     | 0       | 0       | 0                   | 0                   | 0                        | 0                        | 13    | 0     |
| CRB · Brasil                | 2ª            | 2019          | 3     | 1     | 14      | 5       | 3                   | 0                   | -                        | -                        | 20    | 6     |
| CRB · Brasil                | Total club    | Total club    | 3     | 1     | 14      | 5       | 3                   | 0                   | 0                        | 0                        | 20    | 6     |
| Botafogo · Brasil           | 1ª            | 2019          | 14    | 0     | 0       | 0       | 0                   | 0                   | -                        | -                        | 14    | 0     |
| Botafogo · Brasil           | Total club    | Total club    | 14    | 0     | 0       | 0       | 0                   | 0                   | 0                        | 0                        | 14    | 0     |
| Santa Cruz FC · Brasil      | 3ª            | 2020          | 10    | 1     | 10      | 1       | 1                   | 0                   | -                        | -                        | 21    | 2     |
| Santa Cruz FC · Brasil      | 3ª            | 2021          | 0     | 0     | 2       | 2       | -                   | -                   | -                        | -                        | 2     | 2     |
| Santa Cruz FC · Brasil      | Total club    | Total club    | 10    | 1     | 12      | 3       | 1                   | 0                   | 0                        | 0                        | 23    | 4     |
| Ituano FC · Brasil          | 3ª            | 2021          | 1     | 0     | 14      | 0       | -                   | -                   | -                        | -                        | 15    | 0     |
| Ituano FC · Brasil          | Total club    | Total club    | 1     | 0     | 14      | 0       | 0                   | 0                   | 0                        | 0                        | 15    | 0     |
| Brasiliense FC · Brasil     | 4ª            | 2021          | 10    | 0     | -       | -       | 2                   | 0                   | -                        | -                        | 12    | 0     |
| Brasiliense FC · Brasil     | Total club    | Total club    | 10    | 0     | 0       | 0       | 2                   | 0                   | 0                        | 0                        | 12    | 0     |
| Joinville EC · Brasil       | CE            | 2022          | 0     | 0     | 11      | 3       | -                   | -                   | -                        | -                        | 11    | 3     |
| Joinville EC · Brasil       | Total club    | Total club    | 0     | 0     | 11      | 3       | 0                   | 0                   | 0                        | 0                        | 11    | 3     |
| Ferroviária · Brasil        | 4ª            | 2022          | 9     | 1     | -       | -       | -                   | -                   | -                        | -                        | 9     | 1     |
| Ferroviária · Brasil        | Total club    | Total club    | 9     | 1     | 0       | 0       | 0                   | 0                   | 0                        | 0                        | 9     | 1     |
| CRAC · Brasil               | 4ª            | 2023          | 2     | 0     | 11      | 0       | -                   | -                   | -                        | -                        | 13    | 0     |
| CRAC · Brasil               | Total club    | Total club    | 2     | 0     | 11      | 0       | 0                   | 0                   | 0                        | 0                        | 13    | 0     |
| Nova Iguaçu F. C. · Brasil  | 4ª            | 2024          | 15    | 4     | -       | -       | -                   | -                   | -                        | -                        | 15    | 4     |
| Nova Iguaçu F. C. · Brasil  | Total club    | Total club    | 15    | 4     | 0       | 0       | 0                   | 0                   | 0                        | 0                        | 15    | 4     |
| Total carrera               | Total carrera | Total carrera | 133   | 16    | 100     | 26      | 12                  | 0                   | 0                        | 0                        | 245   | 41    |

## Palmarés

### Campeonatos nacionales
| Título                  | Club        | País   | Año     |
| ----------------------- | ----------- | ------ | ------- |
| Ascenso MX              | Cafetaleros | México | 2018    |
| Final Temporada 2017-18 | Cafetaleros | México | 2017-18 |